# Flyhunter Origins
Flyhunter Origins è un videogioco a piattaforme uscito nel 2014 in download digitale su Steam. Disponibile per diversi sistemi. Il videogioco si presenta con una grafica dettagliata e una difficoltà relativamente semplice.

## Trama
L'astronave Frog proveniente da Burgarol 3, un pianeta remoto, è in transito vicino alla terra con a bordo il suo prezioso carico di insetti. L'ufficiale operativo addetto alle pulizie Zak, un buffo alieno con un occhio solo, è uno Zurks, una delle tre razze autoctone de pianeta Bulgarol 3. Esso è molto maldestro e sogna di diventare un Flyhunter, cioè un incaricato alla ricerca ed alla cattura di insetti per essere studiati. Purtroppo Zak commette un errore, e per sbaglio vengono espulsi dall'astronave sia il prezioso carico, che il comandante della stessa. Per non venire licenziato dalla compagnia per cui lavora, Zak si dovrà adattare ad essere un Flyhunter e cercare di riportare il prezioso carico a bordo in breve tempo.

## Modalità di gioco
Il videogioco è un classico platform, le ambientazioni sono varie come giardini, foreste o astronavi nemiche. Il giocatore dovrà cercare di recuperare gli insetti che sono sparsi nei livelli e quando ne troverà uno si accederà ad uno stage shoot 'em up dove Zak inseguirà l'insetto di turno: colpendolo più volte riuscirà a catturarlo. Durante il gioco, di tanto in tanto, si troveranno delle Clonomatic: esse sono in grado di fare cloni del personaggio in caso di morte e il gioco ripartirà dall'ultima incontrata, inoltre si avranno come armi a disposizione una Schiacciamosche che distruggerà gli insetti, e una Pistola Zap in grado di paralizzare quasi tutti i nemici per poco tempo. Durante i vari livelli si potranno utilizzare sia Zak che Era. Nei livelli si potranno raccogliere sfere verdi, chiamate biomassa, che serve come carburante per il Jet pack di Zak e le uova di insetti bianche, utili per comprare potenziamenti e bonus prima delle missioni. Il videogioco è localizzato con sottotitoli in italiano.

## Personaggi
- Zak, l'eroe del videogioco è sbadato e pasticcione. Addetto alle pulizie dell'astronave.
- Era, il capitano dell'astronave e ufficiale più alto in grado. Verrà espulsa con il carico.
- Drel, è il direttore della compagnia, di aspetto molto importante.
- Droni Slurp, faranno di tutto per mettere i bastoni tra le ruote a Era e Zak.